# ボストーク-2
ボストーク-2(Vostok-2)は、ソビエト連邦が1962年から1967年まで使用していた使い捨てのローンチ・ヴィークルである。GRAUインデックスは、8A92である。45回の打上げが行われ、そのうち5回が失敗した。既存のボストーク-Kのエンジンを改良したもので、R-7ファミリーの1つである。
処女飛行は、1962年6月1日にバイコヌール宇宙基地ガガーリン発射台から打ち上げられた。打上げ1.8秒後にブースターエンジンの1つが故障し、発射台から300mの位置に落下した。爆発により打上げ複合施設が損傷し、ボストーク3号とボストーク4号を含むいくつかの打上げの延期を余儀なくされた。13か月後の1963年7月10日に、ほぼ同じ失敗が再び起こった。その他3つの失敗は、第2段の不調によるもの、第2段の誘導の問題によるもの、第1段の問題によるものである。
ボストーク-2は、専ら偵察衛星ゼニット2を打ち上げるために用いられた。打上げは、バイコヌール宇宙基地のガガーリン発射台と31番射点、プレセツク宇宙基地の41番射点から行われた。1967年にボスホートに引き継ぐ形で引退した。